# Cat's Eye (manga)
Cat's Eye (キャッツ♥アイ, Kyattsu Ai, estilizada como CAT'S♥EYE) é uma série de mangá escrita e ilustrada por Tsukasa Hojo. Foi publicado na revista Weekly Shōnen Jump da Shueisha entre 1981 e 1985, e coletado em dezoito volumes tankōbon.
Uma adaptação em animé pela Tokyo Movie Shinsha foi ao ar em 1983 e 1985 na Nippon TV. A série também foi adaptada em telefilme no ano de 1988, e uma adaptação cinematográfica foi feita em 1997.
Cat's Eye tornou-se um dos mangás mais vendidos da Weekly Shōnen Jump, com dezoito milhões de cópias impressas. O anime foi transmitido em vários países como Canadá, França, Alemanha, Itália, Filipinas, e China. Em 2007, a estação de televisão ImaginAsian transmitiu a primeira temporada do anime. A Right Stuf Inc. licenciou a série na América do Norte.
Um remake do mangá desenhado por Shingo Asai, e intitulado Cat's Eye (キャッツ・愛, Kyattsu Ai, soletrado com o kanji de "amor"), foi publicado a 25 de outubro de 2010, na edição de estreia da antologia da Monthly Comic Zenon pela Tokuma Shoten. Foi serializado até 25 de janeiro de 2014, em oito volumes tankōbon.

## Personagens
Hitomi Kisugi (来生瞳)
Voz de: Keiko Toda
Rui Kisugi (来生泪)
Voz de: Toshiko Fujita
Ai Kisugi (来生愛)
Voz de: Chika Sakamoto
Toshio Utsumi (内海俊夫)
Voz de: Yoshito Yasuhara
Boss (課長, Kacho)
Voz de: Kenji Utsumi
Mitsuko Asatani (浅谷光子)
Voz de: Yoshiko Sakakibara
Michael Heinz (ミケール・ハインツ)
Sadatsugu Nagaishi (永石定嗣)
Voz de: Tamio Ōki
Kazum (和美)
Voz de: Chiyoko Kawashima